# Erin Densham
Erin Densham (* 3. Mai 1985 in Camden bzw. Campbelltown, New South Wales) ist eine ehemalige australische Triathletin. Sie ist Teilnehmerin an den Olympischen Spielen (2008, 2012 und 2016), U23-Weltmeisterin des Jahres 2006, Elite-Ozeanien-Meisterin der Jahre 2007 (Triathlon) und 2015 (Cross-Triathlon) sowie dreifache Gewinnerin des Continental Cups im Jahr 2010.

## Werdegang
Erin Densham besuchte die Rose Public School sowie die John Therry Catholic High School und schloss ein Studium als Trainer (Certificate III in Fitness) ab.

### U23-Weltmeisterin Triathlon 2006
Im Alter von 16 Jahren begann sie mit Triathlon und 2006 wurde Densham U23-Weltmeisterin. 2007 wurde sie Ozeanische Triathlon-Meisterin. Bei den Olympischen Sommerspielen 2008 belegte sie den 22. Rang.
Im Jahr 2009 hatte Erin Densham mit gesundheitlichen Problemen zu kämpfen. So erkrankte sie an der Pfeifferschen Drüsenkrankheit, litt an Tachykardie-Attacken und in Des Moines (Hy-Vee) musste sie aus dem Wasser geborgen werden.
Im Jahr 2010 trat Densham auch bei der französischen Clubmeisterschaftsserie Lyonnaise des Eaux an. Beim Eröffnungstriathlon in Dünkirchen konnte sie am 23. Mai 2010 Silber gewinnen und damit als Beste der drei triathlètes classants l'équipe ihrem Verein Poissy Tri zur Goldmedaille verhelfen.
Bei der Weltmeisterschaft Cross-Triathlon wurde sie 2011 Sechste. Im Februar 2015 wurde sie Ozeanische Meisterin Cross-Triathlon.

### Olympische Sommerspiele 2012
Bei den Olympischen Sommerspielen 2012 in London wurde sie Dritte.
Densham ging am 20. August in Rio de Janeiro bei den Olympischen Sommerspielen 2016 zum dritten Mal für Australien an den Start, zusammen mit Emma Jackson und Emma Moffatt und sie belegte den zwölften Rang.
Sie wurde trainiert von Jonathan Hall und lebt in St Kilda, Victoria, Australia. Seit 2017 tritt Erin Densham nicht mehr international in Erscheinung.

## Sportliche Erfolge
| Datum/Jahr    | Rang | Wettbewerb                                          | Austragungsort | Zeit     | Bemerkung                                                                         |
| ------------- | ---- | --------------------------------------------------- | -------------- | -------- | --------------------------------------------------------------------------------- |
| 7. Mai 2017   | 17   | ITU Triathlon World Cup                             | Chengdu        | 00:30:17 |                                                                                   |
| 20. Aug. 2016 | 12   | Olympische Sommerspiele 2016                        | Rio de Janeiro | 01:59:27 |                                                                                   |
| 4. Okt. 2015  | 3    | ITU Triathlon World Cup                             | Cozumel        | 00:59:25 | Dritte hinter der Japanerin Ai Ueda                                               |
| 22. Aug. 2015 | 6    | ITU World Championship Series 2015                  | Stockholm      | 02:02:02 |                                                                                   |
| 25. Aug. 2012 | 5    | ITU Triathlon Sprint World Championships            | Stockholm      | 01:01:04 | Triathlon-Weltmeisterschaft auf der Sprintdistanz                                 |
| 4. Aug. 2012  | 3    | Olympische Sommerspiele 2012                        | London         | 01:59:50 |                                                                                   |
| 21. Juli 2012 | 1    | ITU Triathlon World Championship Series 2012        | Hamburg        | 00:56:07 | Siegerin auf der Sprintdistanz                                                    |
| 14. Apr. 2012 | 1    | ITU Triathlon World Championship Series 2012        | Sydney         | 02:01:29 | Siegerin beim Auftaktrennen                                                       |
| 12. Feb. 2012 | 4    | ITU Premium Oceania Cup Sprint                      | Geelong        | 01:03:04 | 0,75 km Schwimmen, 20 km Radfahren und 5 km Laufen                                |
| 17. Juli 2011 | 7    | ITU Triathlon World Championship Series 2011        | Hamburg        |          |                                                                                   |
| 19. Juni 2011 | 8    | ITU Triathlon World Championship Series 2011        | Kitzbühel      | 02:07:03 | [ 5 ]                                                                             |
| 12. Juni 2011 | 1    | ITU Sprint Triathlon European Cup                   | Cremona        | 01:01:30 |                                                                                   |
| 18. Aug. 2008 | 22   | Olympische Sommerspiele 2008                        | Peking         | 02:03:07 |                                                                                   |
| 21. Juni 2008 | 10   | Hy-Vee Triathlon                                    | Des Moines     | 02:08:59 |                                                                                   |
| 4. März 2007  | 1    | OTU Triathlon Oceania Championships                 | Geelong        |          | Ozeanische Triathlon-Meisterin                                                    |
| 2. Sep. 2006  | 1    | ITU Triathlon Short Distance World Championship U23 | Lausanne       | 02:08:19 | Triathlon-Weltmeisterin in der Klasse U23                                         |
| 16. Apr. 2006 | 7    | OTU Triathlon Oceania Championships                 | Geelong        |          |                                                                                   |
| 9. Mai 2004   | 18   | ITU Triathlon World Championship Junior Women       | Madeira        |          | Junioren-Weltmeisterschaft (750 m Schwimmen, 20,9 km Radfahren und 5,4 km Laufen) |

| Datum/Jahr    | Rang | Wettbewerb                                | Austragungsort | Zeit     | Bemerkung                                                                                       |
| ------------- | ---- | ----------------------------------------- | -------------- | -------- | ----------------------------------------------------------------------------------------------- |
| 28. Feb. 2015 | 1    | OTU Cross Triathlon Oceania Championships | Australien     | 02:27:48 |                                                                                                 |
| 23. Okt. 2011 | 6    | Xterra World Championships                | Maui           | 02:57:46 | Weltmeisterschaft Cross-Triathlon (1,5 km Schwimmen, 29,5 km Mountainbike und 9,8 km Crosslauf) |

(DNF – Did Not Finish)